# Deleni (gmina Pogăceaua)
Deleni – wieś w Rumunii, w okręgu Marusza, w gminie Pogăceaua. W 2011 roku liczyła 120 mieszkańców.